# باشگاه فوتبال آمریکا (ناتال)
باشگاه فوتبال آمریکا (به انگلیسی: América Futebol Clube) که معمولاً به عنوان آمریکا د ناتال شناخته می‌شود، یک باشگاه حرفه‌ای برزیلی مستقر در ناتال، ریو گرانده شمالی است که در ۱۴ ژوئیهٔ ۱۹۱۵ تأسیس شد. این تیم در سری دی، سطح چهارم فوتبال برزیل، و همچنین در لیگ برتر فوتبال ایالت ریو گرانده شمالی، رقابت می‌کند.
آمریکا در سال ۱۹۹۸ قهرمان جام شمال شرقی شد و در بازی پایانی ویتوریا با نتیجهٔ ۳–۱ شکست داد. این تنها تیم فوتبال در ریو گرانده شمالی است که در سال ۱۹۷۳ عناوین قهرمانی خارج از ایالت را کسب کرده‌است.
بزرگترین رقیب آمریکا، باشگاه ای‌بی‌سی است که آن هم در ناتال است.
آمریکا دومین تیم برتر از ریو گرانده شمالی در رده‌بندی باشگاه‌های ملی فدراسیون برزیل است که در رتبهٔ ۶۱ قرار دارد.